# إيرل ويلتون ريتشاردسون
إيرل ويلتون ريتشاردسون (بالإنجليزية: Earle Wilton Richardson)‏ هو رسام أمريكي، ولد في 1912 في نيويورك في الولايات المتحدة، وتوفي بنفس المكان في 1935.